# Habla tu espejo
Habla tu espejo é o décimo quarto álbum de estúdio do grupo musical uruguaio O Cuarteto de Nos. Foi lançado em 6 de outubro do 2014 pelo selo Warner Music. Seus singles são "No llora", canção composta por Roberto Musso para sua filha Federica Musso, "Cómo pasa el tiempo" e "Roberto".

## Informação do disco
Habla tu espejo é um álbum que rompe com uma etapa do Cuarteto de Nos, posterior ao efeito da trilogía dos discos anteriores (Raro, Bipolar e Porfiado) dada à composição de suas canções, isto se reflete em faixas como "No llora" e "21 de septiembre", ambas escritas por Roberto Musso, a primeira dedicada a sua filha Federica e a segunda a sua mãe e sua avó, que padeciam de alzheimer. 21 de septiembre faz referência ademais à data do dia mundial desta doença.
Por outro lado, as letras das faixas "Roberto" e "Habla tu espejo" são reflexões desde uma perspectiva pessoal, mas cantadas em segunda ou terceira pessoa. Também se criticou à canção "Caminhamos", por seu ritmo que se assemelha ao urbano; no entanto, o mesmo Musso afirma que "Roberto" e "Whisky en Uruguay" também possuem um toque urbano.
Cabe destacar que "Whisky en Uruguay" é um cover em espanhol da canção irlandesa "Whiskey in the Jar" e é cantada por Santiago Tavella.
“Nunca pude separar ao Roberto pessoa do Roberto compositor de música. Sempre gostei de fazê-las partindo das emoções do momento no qual me estou vivendo como pessoa. E em isso conto os anos que vais cumprindo e as experiências que vais acumulando e como passa a vida para si e para as pessoas ao redor”.

## Lista de canções
| N.º            | Título                | Compositor(es)   | Duração |  |
| 1.             | "Cómo pasa el tiempo" | Roberto Musso    | 4:20    |  |
| 2.             | "El aprendiz"         | Roberto Musso    | 3:56    |  |
| 3.             | "No llora"            | Roberto Musso    | 4:19    |  |
| 4.             | "De hielo"            | Roberto Musso    | 4:12    |  |
| 5.             | "Roberto"             | Roberto Musso    | 4:09    |  |
| 6.             | "21 de septiembre"    | Roberto Musso    | 3:56    |  |
| 7.             | "Whisky en Uruguay"   | Santiago Tavella | 3:09    |  |
| 8.             | "Habla tu espejo"     | Roberto Musso    | 4:38    |  |
| 9.             | "Caminamos"           | Roberto Musso    | 3:31    |  |
| 10.            | "Un problema menos"   | Roberto Musso    | 3:34    |  |
| Duração total: | Duração total:        | Duração total:   | 39:48   |  |